# Базова екологична обсерватория „Мусала“
Базовата екологична обсерватория „Мусала“ на Института за ядрени изследвания и ядрена енергетика при Българска академия на науките е екологична обсерватория на връх Мусала, която извършва комплексен мониторинг на околната среда, глобалните промени в климата, контрол на транспортирането на радионуклиди с голям обхват и токсични елементи, физични и химични процеси в атмосферата, астрофизика, разработване на сензори и детектори и проектиране на комплексни измервателни уреди.

## История
През 1959 г. е построена Космическа станция, която е унищожена при пожар на 29 октомври 1983 г. През 1993 г. започва българо-френският проект OM2 за мониторинг и управление на високопланинските екосистеми. На 29 септември 1999 г. започва да работи базовата екологична обсерватория. В 2002 г. е създаден Център за върхови постижения към обсерваторията. През 2007 г. става част от Паневропейската научноизследователска инфраструктура. От 2010 г. базовата екологична обсерватория е част от световната мрежа за Глобално следене на атмосферата на Световната метеорологична организация.

## Дейност
Разположението на обсерваторията – голямата надморска височина и отдалечеността от локални и инцидентни замърсявания, включително газообразни, аерозолни, прахови и др., се характеризира с изключително интензивен обмен на въздушни маси с най-различен произход, идващи от Европа, Средиземноморието, Африка и Азия, и при инцидент донасящи техногенни замърсители с най-различен характер.
Изследователската апаратура на обсерваторията се състои от автоматична метеорологична станция, система за изследване на атмосферните газове, система за изследване на атмосферните аерозоли, изследователска Гама-сонда, телекомуникационна система и системи за изследване на космичните лъчи.
Извършва се наблюдение и анализиране на азотен оксид, азотен диоксид, серен диоксид, въглероден оксид, въглероден диоксид, озон. Информацията за съдържанието на аерозолите и парниковите газове в атмосферата се публикува онлайн, в реално време, в няколко международни мрежи – Националната агенция на океанските и атмосферни изследвания в САЩ, Норвежкият институт за изследване на въздуха, Световната метеорологична организация в Япония, Европейският институт за околна среда и устойчивост в Испра, Италия.